# 全国防衛協会連合会
全国防衛協会連合会（ぜんこくぼうえいきょうかいれんごうかい）は、自衛隊の活動に理解のある個人や法人、団体が中心となって活動している民間の任意団体。

## 目的
- 防衛意識の高揚を図り、防衛基盤の育成強化に寄与するとともに自衛隊の活動に支援、協力すること[2]。

## 沿革
- 1964年（昭和39年） - 大阪府協会発足。初代会長松下幸之助[1]。
- 1966年（昭和41年） - 東京都自衛隊協力会連合会発足[1]。
- 1967年（昭和42年） - 「東京都自衛隊協力会連合会」、東京都協会と改称[1]。
- 1968年（昭和43年） - 東部防衛協会結成[1]。
- 1969年（昭和44年） - 全国防衛協会連絡協議会結成[1]。
- 1989年（平成元年）10月25日 - 全国防衛協会連合会発足[1]。初代会長に旭化成代表取締役会長・宮崎輝就任[1]。
- 1992年（平成4年）6月17日 - 第2代会長に旭化成代表取締役会長山口信夫が就任[1]。
- 2001年（平成13年）6月15日 - 女性部会設置。青年部会設置[1]。
- 2010年（平成22年）6月14日 - 第3代会長に三菱重工業会長・佃和夫が就任[1]。

## 会員
- 正会員：都道府県防衛協会、自衛隊協力会等[2]
- 推薦会員：会長の推薦する有識者[2]
- 特別会員：本会の活動を支援するために入会した法人、団体及び個人[2]

## 組織
- 北海道・地区防衛協会等
- 都道府県防衛協会等

防衛協会は、隊友会、自衛隊家族会とともに自衛隊協力3団体とよばれることがある。